# Sinqua Walls
Sinqua Walls (Luisiana, 6 de abril de 1985) es un actor estadounidense reconocido por su participación en las series de televisión Power, Teen Wolf y The Secret Life of the American Teenager, y por su actuación en las películas Nanny y White Men Can't Jump.

## Primeros años
Originario de Luisiana, Walls se mudó a Marina del Rey, California, con su familia, donde asistió a El Segundo High School. Practicó deportes desde niño (destacándose en el baloncesto), pero al mismo tiempo desarrolló una pasión por la actuación. La película Radio Flyer le causó una gran impresión y lo inclinó a estudiar cine y teatro, por lo que de joven adquirió el hábito de estudiar obras y recordar sus líneas de diálogo, algo que le serviría para su futura carrera cinematográfica.
Como durante su año como sénior en la escuela secundaria fue reconocido el mejor defensor y el mejor atacante de El Segundo Eagles, Walls se enroló en la Universidad Estatal Politécnica de California con la intención de jugar para los Broncos, el equipo de baloncesto que compite en la California Collegiate Athletic Association de la División II de la NCAA. Sin embargo, luego de un año allí, se transfirió a la Universidad de San Francisco, donde se sumó como walk-on a los San Francisco Dons, llegando a jugar algunos partidos en la West Coast Conference, conferencia perteneciente a la División I de la NCAA.
Consciente de que sus oportunidades para jugar profesionalmente al baloncesto no eran muchas, Walls se ocupó de especializarse en estudios de cine y teatro.

## Carrera
Walls hizo apariciones en las teleseries Lincoln Heights, Chuck, Friday Night Lights, Pair of Kings, Blue Mountain State, Grey's Anatomy y CSI: Crime Scene Investigation, antes de interpretar en 13 episodios al personaje de Daniel en el drama adolescente The Secret Life of the American Teenager. Luego de ello conseguiría el papel del hombre lobo beta Vernon Boyd, el cual sería un personaje recurrente en la segunda y tercera temporada de Teen Wolf, la serie dramática emitida por MTV (previamente en esa señal, Walls había aparecido en un episodio del programa de citas Next).
El actor también ha encarnado a Sir Lancelot en el drama fantástico Once Upon a Time, a Devon Langer en un episodio de Necessary Roughness, y a Shawn Stark en las dos primeras temporadas de Power.  
En el ámbito del cine actuó en películas como Shark Night 3D, Believe Me, 15:17 Tren a París, Otherhood y Alice. En 2022 apareció en la elogiada obra de terror psicológico Nanny, y al año siguiente coprotagonizó junto a Jack Harlow la comedia deportiva White Men Can't Jump, una remake de la película de 1992 del mismo nombre en la que interpreta a un jugador negro de baloncesto callejero que hace dupla con un par blanco.